# Ergonoom
Een ergonoom is iemand die zich beroepsmatig met ergonomie bezighoudt.
Er zijn in Nederland enkele honderden mensen die zich met ergonomie bezighouden. Een deel van hen maakt hiervan hun beroep. Deze ergonomen zijn voornamelijk werkzaam bij gespecialiseerde ontwerp- en adviesbureaus, arbodiensten, universiteiten en onderzoeksinstituten.
Het werkveld van professionele ergonomen is breed en kan bijvoorbeeld variëren van productontwerp tot werkplekadvisering en van onderzoek tot het inrichten van complexe industriële processen.
In België zijn ergonomen vooral werkzaam in interne of externe diensten voor preventie en bescherming op het werk. Grote bedrijven hebben intern een ergonoom, kleinere bedrijven doen beroep op een externe consultant. Hun taken zijn wettelijk geregeld, waardoor de focus op de werksituatie ligt. Ergonomen voeren risicoanalyses ergonomie uit, adviseren bij het ontwerpen van nieuwe werkposten en geven opleidingen. In grotere projecten bundelen ze deze acties in een ergonomiebeleid.
Ergonoom is geen beschermde beroepstitel. Daarom kunnen ergonomen die voldoen aan bepaalde kwaliteitseisen zich sinds 1992 laten registreren in een Europees Register. Men mag zich dan European Ergonomist noemen en de titel Eur.Erg. achter de naam voeren. Men kan zich tegenwoordig in Nederland ook laten registreren als Aspirant Register Ergonoom.